# Čebinj
Čebinj (mađ. Csebény, nje. Tschewing) je selo u južnoj Mađarskoj.
Zauzima površinu od 3,76 km četvornih.

## Zemljopisni položaj
Nalazi se na 46° 11' sjeverne zemljopisne širine i 17° 56' istočne zemljopisne dužine. Ertelen (Horváthertelend) je 1 km južno, Mamelik je 3 km jugozapadno, Gospojinci su 6 km zapadno. Bosina je 6 km sjeverozapadno, Gálosfa je 6 km sjeverno-sjeverozapadno.

## Upravna organizacija
Upravno pripada Sigetskoj mikroregiji u Baranjskoj županiji. Poštanski broj je 7935. 

## Promet
1,5 km zapadno od sela prolazi željeznička pruga. Kuriozitet je da se na tom mjestu pruga račva na dva ogranka koja vode - nigdje, odnosno predstavljaju slijepu prugu. Slijepi krajevi se nalaze 1 odnosno 2 km sjeverozapadno od sela.

## Stanovništvo
Čebinj ima 117 stanovnika (2001.). Većina su Mađari, 55%. Kao kuriozitet je podatak da 45% stanovnika se statistički vode kao "nepoznato" odnosno "nisu željeli odgovoriti" u rubrikama nacionalnosti i vjeroispovijedi. Rimokatolika je 38%.
Selo je nekad imalo značajnu zajednicu Nijemaca, što se znatno promijenilo nakon Drugog svjetskog rata.

## Vanjske poveznice
- Čebinj na fallingrain.com